# Зюков Євген Володимирович
Євген Володимирович Зюков (нар. 31 травня 1978) — український легкоатлет, який спеціалізувався у спринті, учасник Олімпійських ігор (2000, 2004), чемпіон Універсіади (2003), багаторазовий чемпіон та призер чемпіонатів України, рекордсмен України. Майстер спорту України міжнародного класу (2002). Закінчив Училище олімпійського резерву Державного експериментального навчально-спортивного центру України з легкої атлетики (Харків, 1996), Харківський державний інститут фізичної культури (2007).
Тричі за кар'єру був співавтором нових рекордів України з естафетного бігу 4×400 метрів:
- 3.04,63 — 6 червня 1999 на змаганнях «Finland European Cup» у Лахті разом з Олександром Кайдашем, Андрієм Твердоступом та Романом Галкіним;
- 3.02,68 — 29 вересня 2000 на Олімпійських іграх у Сіднеї разом з Олександром Кайдашем, Геннадієм Горбенком та Романом Вороньком;
- 3.02,35 — 11 серпня 2001 на Чемпіонаті світу в Едмонтоні разом з Олександром Кайдашем, Андрієм Твердоступом та Володимиром Рибалкою.

Працює тренером з фізичної підготовки.

## Основні міжнародні виступи
| Рік  | Змагання         | Місто    | Місце | Дисципліна | Примітки |
| ---- | ---------------- | -------- | ----- | ---------- | -------- |
| 2000 | Олімпійські ігри | Сідней   | 2пф5  | 4×400 м    |          |
| 2001 | Чемпіонат світу  | Едмонтон | 1заб  | 400 м      | DQ       |
| 2001 | 3заб4            | 4×400 м  |       |            |          |
| 2001 | Універсіада      | Пекін    | 2     | 4×400 м    | [ 2 ]    |
| 2002 | Кубок Європи     | Ансі     | ф6    | 4×400 м    |          |
| 2003 | Універсіада      | Тегу     | 1     | 4×400 м    | [ 3 ]    |
| 2004 | Олімпійські ігри | Афіни    | 2заб6 | 4×400 м    |          |
| 2006 | Кубок Європи     | Малага   | ф7    | 400 м      |          |
| 2006 | ф5               | 4×400 м  | [ 4 ] |            |          |
| 2006 | Чемпіонат Європи | Гетеборг | ф5    | 4×400 м    |          |